# Triebelina reticulopunctata
Triebelina reticulopunctata is een mosselkreeftjessoort uit de familie van de Bairdiidae. De wetenschappelijke naam van de soort is voor het eerst geldig gepubliceerd in 1959 door Benson.